# 갈색안테키누스
갈색안테키누스 또는 스튜어트안테키누스(Antechinus stuartii)는 주머니고양이과에 속하는 작은 육식성 유대류의 일종이다.
갈색안테키누스는 세계에서 가장 작은 일회번식(또는 자살번식) 포유류이다. 태어나 첫 돌이 될 무렵, 수컷들은 2주에 걸쳐 무한 번식 행동에 나선다. 가능한 한 많은 암컷들을 임신시키려고 수컷들은 중단 없이 교미를 해댄다. 이후 에너지를 모두 소모한 수컷은 면역체계가 망가져 털이 빠지기 시작하고, 감염병에 걸려 호되게 앓으며, 심지어 내출혈을 일으키기도 한다. 죽을 때까지 번식 행동을 멈추지 않다가 마침내 지나친 교미 결과로 사망에 이르는 것이다.

## 특징
발 윗부분을 포함하여 주로 연한 갈색을 보이며, 하체와 꼬리는 좀더 연한 갈색을 띤다. 몸길이는 93~130mm, 꼬리 길이는 92~120mm 그리고 몸무게는 44g 정도이다. 안테키누스속의 다른 종들과 달리 눈 주위에 연한 색깔의 둥근 띠가 없다. 겉모습이 날쌘안테키누스를 닮았고, 분포 지역을 제외하면 구별하기 어렵다.